# Gustaf Friberg
Per Gustaf Friberg (i riksdagen kallad Friberg i Nyköping), född 10 december 1889 i Söderbärke socken, död 27 januari 1963 i Nyköping, var en svensk fabrikör och politiker (folkpartist).
Gustaf Friberg, som växte upp i en arbetarfamilj, var verkstadslärling och maskinskötare vid Fagersta bruk 1906–1909, var därefter rörledningsarbetare 1909-1914 och var sedan maskinmästare vid Nyköpings lasarett 1914–1918. Från 1917 drev han en egen rörledningsfirma i Nyköping, och han var även direktör för en cementvarufabrik i Stigtomta.
Han var riksdagsledamot i andra kammaren för Södermanlands läns valkrets 1946–1948. I riksdagen var han bland annat suppleant i andra kammarens tredje tillfälliga utskott 1947–1948. Han var även aktiv på lokal- och riksnivå i baptiströrelsen.